# 蘭芳
蘭芳（1777年—1884年），為印尼婆羅洲蘭芳共和國的立國者羅芳伯建立的年號，前後共108年。

## 紀年對照表
| 蘭芳 | 元年   | 2年    | 3年    | 4年    | 5年    | 6年    | 7年    | 8年    | 9年    | 10年   |
| ---- | ------ | ------ | ------ | ------ | ------ | ------ | ------ | ------ | ------ | ------ |
| 西元 | 1777年 | 1778年 | 1779年 | 1780年 | 1781年 | 1782年 | 1783年 | 1784年 | 1785年 | 1786年 |
| 干支 | 丁酉   | 戊戌   | 己亥   | 庚子   | 辛丑   | 壬寅   | 癸卯   | 甲辰   | 乙巳   | 丙午   |
| 蘭芳 | 11年   | 12年   | 13年   | 14年   | 15年   | 16年   | 17年   | 18年   | 19年   | 20年   |
| 西元 | 1787年 | 1788年 | 1789年 | 1790年 | 1791年 | 1792年 | 1793年 | 1794年 | 1795年 | 1796年 |
| 干支 | 丁未   | 戊申   | 己酉   | 庚戌   | 辛亥   | 壬子   | 癸丑   | 甲寅   | 乙卯   | 丙辰   |
| 蘭芳 | 21年   | 22年   | 23年   | 24年   | 25年   | 26年   | 27年   | 28年   | 29年   | 30年   |
| 西元 | 1779年 | 1798年 | 1799年 | 1800年 | 1801年 | 1802年 | 1803年 | 1804年 | 1805年 | 1806年 |
| 干支 | 丁巳   | 戊午   | 己未   | 庚申   | 辛酉   | 壬戌   | 癸亥   | 甲子   | 乙丑   | 丙寅   |
| 蘭芳 | 31年   | 32年   | 33年   | 34年   | 35年   | 36年   | 37年   | 38年   | 39年   | 40年   |
| 西元 | 1807年 | 1808年 | 1809年 | 1810年 | 1811年 | 1812年 | 1813年 | 1814年 | 1815年 | 1816年 |
| 干支 | 丁卯   | 戊辰   | 己巳   | 庚午   | 辛未   | 壬申   | 癸酉   | 甲戌   | 乙亥   | 丙子   |
| 蘭芳 | 41年   | 42年   | 43年   | 44年   | 45年   | 46年   | 47年   | 48年   | 49年   | 50年   |
| 西元 | 1817年 | 1818年 | 1819年 | 1820年 | 1821年 | 1822年 | 1823年 | 1824年 | 1825年 | 1826年 |
| 干支 | 丁丑   | 戊寅   | 己卯   | 庚辰   | 辛巳   | 壬午   | 癸未   | 甲申   | 乙酉   | 丙戌   |
| 蘭芳 | 51年   | 52年   | 53年   | 54年   | 55年   | 56年   | 57年   | 58年   | 59年   | 60年   |
| 西元 | 1827年 | 1828年 | 1829年 | 1830年 | 1831年 | 1832年 | 1833年 | 1834年 | 1835年 | 1836年 |
| 干支 | 丁亥   | 戊子   | 己丑   | 庚寅   | 辛卯   | 壬辰   | 癸巳   | 甲午   | 乙未   | 丙申   |
| 蘭芳 | 61年   | 62年   | 63年   | 64年   | 65年   | 66年   | 67年   | 68年   | 69年   | 70年   |
| 西元 | 1837年 | 1838年 | 1839年 | 1840年 | 1841年 | 1842年 | 1843年 | 1844年 | 1845年 | 1846年 |
| 干支 | 丁酉   | 戊戌   | 己亥   | 庚子   | 辛丑   | 壬寅   | 癸卯   | 甲辰   | 乙巳   | 丙午   |
| 蘭芳 | 71年   | 72年   | 73年   | 74年   | 75年   | 76年   | 77年   | 78年   | 79年   | 80年   |
| 西元 | 1847年 | 1848年 | 1849年 | 1850年 | 1851年 | 1852年 | 1853年 | 1854年 | 1855年 | 1856年 |
| 干支 | 丁未   | 戊申   | 己酉   | 庚戌   | 辛亥   | 壬子   | 癸丑   | 甲寅   | 乙卯   | 丙辰   |
| 蘭芳 | 81年   | 82年   | 83年   | 84年   | 85年   | 86年   | 87年   | 88年   | 89年   | 90年   |
| 西元 | 1857年 | 1858年 | 1859年 | 1860年 | 1861年 | 1862年 | 1863年 | 1864年 | 1865年 | 1866年 |
| 干支 | 丁巳   | 戊午   | 己未   | 庚申   | 辛酉   | 壬戌   | 癸亥   | 甲子   | 乙丑   | 丙寅   |
| 蘭芳 | 91年   | 92年   | 93年   | 94年   | 95年   | 96年   | 97年   | 98年   | 99年   | 100年  |
| 西元 | 1867年 | 1868年 | 1869年 | 1870年 | 1871年 | 1872年 | 1873年 | 1874年 | 1875年 | 1876年 |
| 干支 | 丁卯   | 戊辰   | 己巳   | 庚午   | 辛未   | 壬申   | 癸酉   | 甲戌   | 乙亥   | 丙子   |
| 蘭芳 | 101年  | 102年  | 103年  | 104年  | 105年  | 106年  | 107年  | 108年  |        |        |
| 西元 | 1877年 | 1878年 | 1879年 | 1880年 | 1881年 | 1882年 | 1883年 | 1884年 |        |        |
| 干支 | 丁丑   | 戊寅   | 己卯   | 庚辰   | 辛巳   | 壬午   | 癸未   | 甲申   |        |        |

## 同期存在的其他政權年號
- 中國
  - 乾隆（1736年－1795年）：清朝—清世宗弘曆之年號
  - 嘉慶（1796年－1820年）：清朝—清仁宗顒琰之年號
  - 道光（1821年－1850年）：清朝—清宣宗旻寧之年號
  - 咸豐（1851年－1861年）：清朝—清文宗奕詝之年號
  - 同治（1862年－1874年）：清朝—清穆宗載淳之年號
  - 順天（1786年）：清朝時期—林爽文之年號
  - 天運（1795年）：清朝時期—陳周全之年號
  - 天運（1796年）：清朝時期—聶傑人之年號
  - 天運（1796年－1798年）：清朝時期—林之華之年號
  - 萬利（1796年－1798年）：清朝時期—王聰兒之年號
  - 大慶（1797年）：清朝時期—王大叔之年號
  - 萬利（1797年）：清朝時期—黎樹之年號
  - 仙大（1797年）：清朝時期—王囊仙之年號
  - 天順（1797年）：清朝時期—韋朝元之年號
  - 光明（1805年－1809年）：清朝時期—蔡牽之年號
  - 天運（1811年）：清朝時期—陳紀傳之年號
  - 順天（1813年）：清朝時期—李文成之年號
  - 後明晏朝（1814年）：清朝時期—朱毛俚之年號
  - 天心順（1823年）：清朝時期—馬進忠之年號
  - 金龍（1832年）：清朝時期—趙金龍之年號
  - 天運（1832年）：清朝時期—張丙之年號
  - 大明主（1832年）：清朝時期—黃城之年號
  - 順天（1832年）：清朝時期—梁辦之年號
  - 奉天（1832年）：清朝時期—劉仲之年號
  - 剛健（1836年）：清朝時期—藍正樽之年號
  - 太平天國（1851年－1864年）：太平天國—洪秀全、洪天貴福之紀年
  - 洪順（1852年）：清朝時期—彭運洪之年號
  - 天德（1853年）：清朝時期—林恭之年號
  - 天德（1853年）：清朝時期—黃德美之年號
  - 天德（1853年）：清朝時期—林萬青之年號
  - 天運（1853年）：清朝時期—劉麗川之年號
  - 江漢（1854年－1855年）：清朝時期—楊龍喜之年號
  - 太平天德（1854年－1856年）：昇平天國—朱洪英、胡有祿之年號
  - 嗣統（1854年）：清朝時期— 陳開之年號
  - 洪德（1855年－1864年）：清朝時期— 陳開、黃鼎鳳之年號
  - 天運（1854年）：清朝時期—鄺經全至之年號
  - 順天（1859年－1862年）：清朝時期—李永和之年號
  - 江漢（1859年－1864年）：清朝時期—朱明月奉楊龍喜的年號
  - 嗣統（1864年－1868年）：清朝時期—朱明月之年號
  - 天縱（1860年－1863年）：清朝時期—宋繼鵬之年號
  - 天明（1861年）：清朝時期—黃正倫之年號
  - 喜春（1862年）：清朝時期—王守清之年號
  - 崇禎（1863年）：清朝時期—穆生華之年號
  - 成正（1863年）：清朝時期—穆生華之年號
- 日本
  - 安永（1772年－1781年）：後桃園天皇、光格天皇之年號
  - 天明（1781年－1789年）：光格天皇之年號
  - 寬政（1789年－1801年）：光格天皇之年號
  - 享和（1801年－1804年）：光格天皇之年號
  - 文化（1804年－1818年）：光格天皇、仁孝天皇之年號
  - 文政（1818年－1830年）：仁孝天皇之年號
  - 天保（1830年－1844年）：仁孝天皇之年號
  - 弘化（1844年－1848年）：仁孝天皇、孝明天皇之年號
  - 嘉永（1848年－1854年）：孝明天皇之年號
  - 安政（1854年－1860年）：孝明天皇之年號
  - 萬延（1860年－1861年）：孝明天皇之年號
  - 文久（1861年－1864年）：孝明天皇之年號
  - 元治（1864年－1865年）：孝明天皇之年號
  - 慶應（1865年－1868年）：孝明天皇、明治天皇之年號
  - 明治（1868年－1912年）：明治天皇之年號
- 越南
  - 景興（1740年－1787年）：後黎朝—顯宗黎維祧之年號
  - 昭統（1787年－1789年）：後黎朝—愍帝黎維祁之年號
  - 泰德（1778年－1793年）：西山朝—歸仁阮文岳之年號
  - 光中（1788年－1792年）：西山朝—富春阮惠之年號
  - 景盛（1793年－1801年）：西山朝—富春阮光纘之年號
  - 寶興（1801年－1802年）：西山朝—富春阮光纘之年號
  - 嘉隆（1802年－1820年）：阮朝—世祖阮福映之年號
  - 明命（1820年－1841年）：阮朝—聖祖阮福晈之年號
  - 紹治（1841年－1848年）：阮朝—憲祖阮福暶之年號
  - 嗣德（1848年－1883年）：阮朝—翼宗阮福時、阮福膺禛、阮福昇年號。
  - 建福（1884年）：阮朝—阮福昊之年號。

## 深入閱讀
- 謝永茂. . 台北: 世界客屬總會. 2021年10月. ISBN 978-986-82787-3-8.